# Centrala Balkans nationalpark
Centrala Balkans nationalpark ligger i hjärtat av Bulgarien, mitt i de centrala och högre delarna av Balkanbergen. Parken har ovanliga och utrotningshotade djurarter, ett ekosystem med biologisk mångfald, såväl som historiska platser av kulturellt och vetenskapligt värde på global nivå.

## Historia

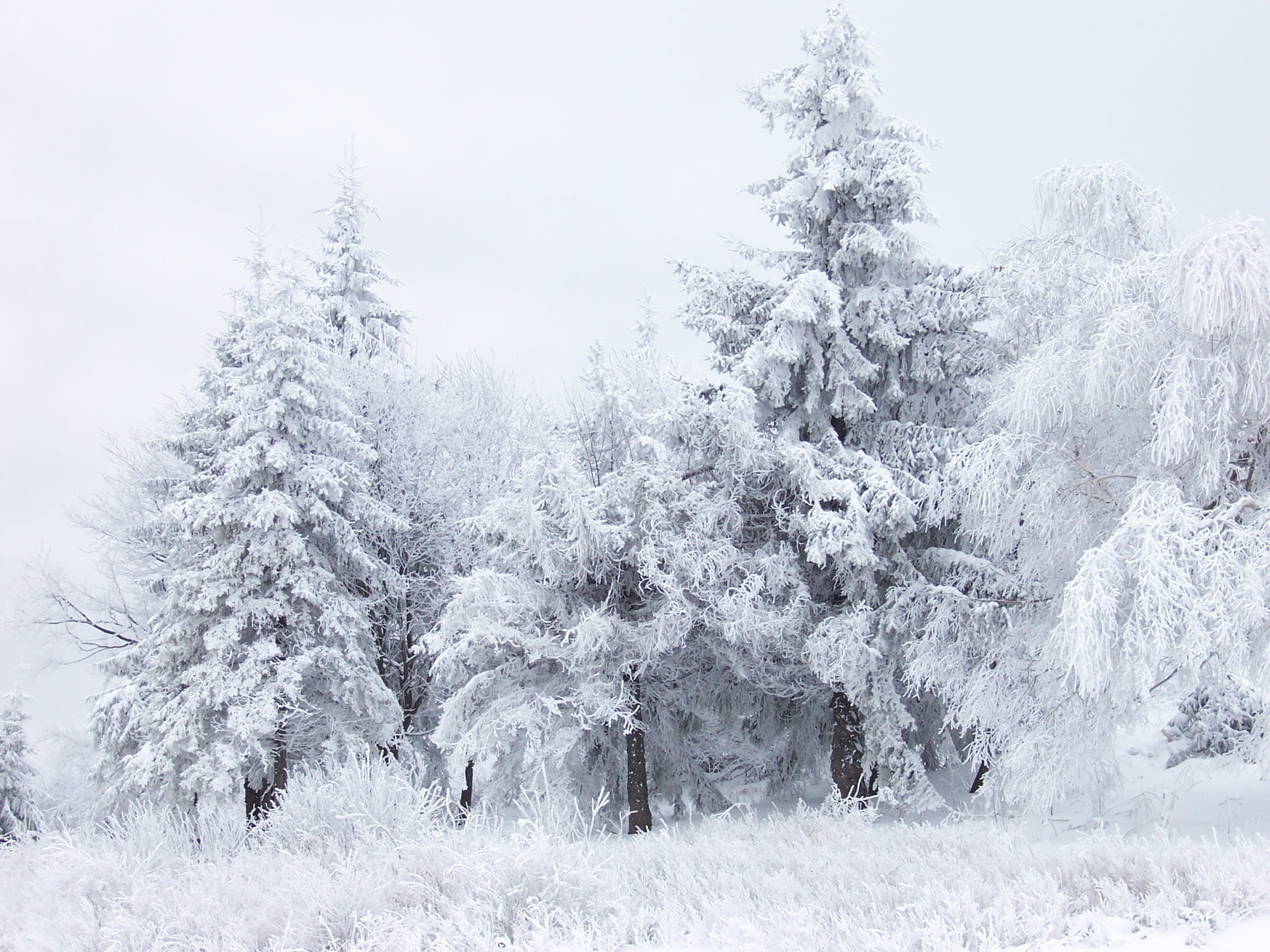
Parken under vintern

Centrala Balkans nationalpark inrättades 1991 för att bevara de unika naturvyerna och naturarvet och skydda lokalbefolkningens vanor och levnadssätt. Parkens ledning, en regional grupp tillhörande Miljö och Vattendepartementet sköter parken. Ledningen engagerar lokala organisationer, frivilliga och bergsentusiaster för att nå sina mål.

## Skyddat område
Centrala Balkans nationalpark är en av de största och mest värdefulla av Europas skyddade områden. IUCN har listat parken i kategori 2. Parken och åtta av dess naturreservat är på FN:s lista över representativa skyddade områden och fyra av naturreservaten är biosfärområde. Nationalparken har blivit fullfärdig medlem i WWF-ledda PAN Parks.

## Ekosystem

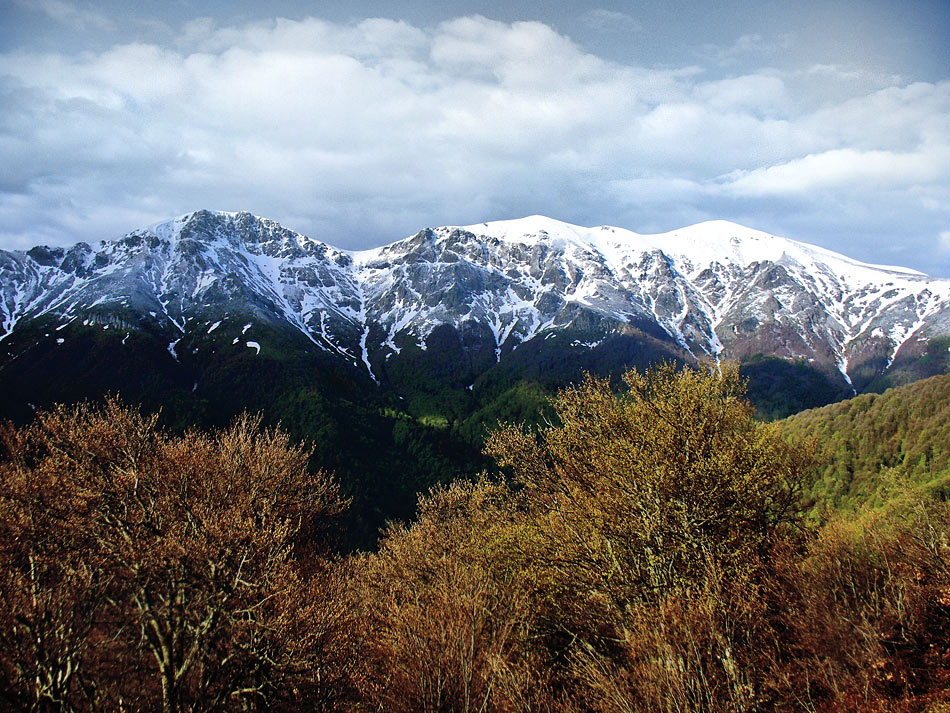
Triglavmassivet, majestätiskt och vackert

Urskog med björk, gran, tall, avenbok och bergek täcker större delen av parken. Mer än halva Bulgariens flora har hittats i parken och av dessa är 10 arter och 2 underarter endemiska och finns bara här. Över 130 högre plantor och djur har påträffatsm, som är rödlistade.
Det finns 166 kända medicinalväxtarter, 12 är juridiskt skyddade. Utöver detta finns 229 mossarter, 256 svamparter och 208 algarter. De centrala delarna av Balkanbergen är hem för 70 % av alla ryggradslösa organismer och 62 % av alla ryggradsdjur. Här finns även 224 separata fågelarter, vilket gör Centrala Balkans nationalpark till ett viktigt, internationellt fågelskyddsområde.
EU-grundade projekt CORINE BIOTOPS skapade en metodik för habitatklassificering och 49 av habitattyperna finns i nationalparken. Av dessa är 24 uppsatta på listan över hotade habitat. vilka behöver särskilda skyddsmått enligt Bernkonventionen om skydd av europeiska vilda djur och växter samt deras naturliga livsmiljöer.

## Terräng
Parkens terräng omfattar stora högt belägna ängsmarker, vertikala klippväggar, branter, djupa kanjoner, vattenfall såväl som ett antal bergstoppar, där ett 20-tal ligger på en höjd av 2 000 meter eller högre. Centrala Balkans nationalpark är en favoritplats för turister, biologer och liknande forskare..

## Förslag till världsarv
Centrala Balkanparken blev 1 oktober 1984 uppsatt på Bulgariens lista över förslag till världsarv, den så kallade "tentativa listan".